# Meiji Maru
Le Meiji Maru (明治丸) est un bateau à vapeur et voiles japonais de 86 m à coque acier de 1874. Grée à l'origine en trois-mâts goélette, il est rapidement transformé en trois-mâts carré pour former les cadets jusqu'en 1910, visible à Tokyo (Japon), en tant que musée depuis qu'il fut endommagé par un cyclone en 1920. Il est le doyen des navires-écoles.

## Caractéristiques
Le Meiji Maru a une longueur totale de 86,6 m, pour une largeur de 8,5 m. Le navire possède un pont droit. Le grand mât fait 31 m. Le gréement est constitué de 26 voiles carrées à doubles huniers, avec perroquet et cacatois simples. Les moteurs d'appoint fournissent 1530 chevaux. Le navire pèse 457 t net, avec une charge brute de 1038.

## Historique
Le navire doit son nom à empereur japonais Mutsuhito (1867-1912) connu au Japon sous le nom de Meiji qui utilisa plusieurs fois ce navire pour ces voyages.
Commandé en mars 1873 par le gouvernement japonais. le Meiji Maru est construit en 1874 dans les chantiers Robert Napier à Glasgow (Écosse).
En mars 1875,  il effectue son voyage inaugural entre Yokosuka et Yokohama pour être baptisé à Yokohama.
En 1876, l'empereur Mutsuhito voyage sur ce navire d'Aomori à Hakodate puis de Hakodate à Yokohama. Une cabine a été aménagée.
Jusqu'en novembre 1897, le Meiji Maru  est affecté au service des phares du soleil levant.
Après 1897 il est cédé à l'Académie Navale de Tokyo, ancêtre de l'école de la marine marchande. Pour sa nouvelle fonction de navire-école, son gréement est équipé de voiles carrées en 1898, par la Shomei Shipbuilding Company à Shinagawa. Il formera des cadets jusque vers 1910.

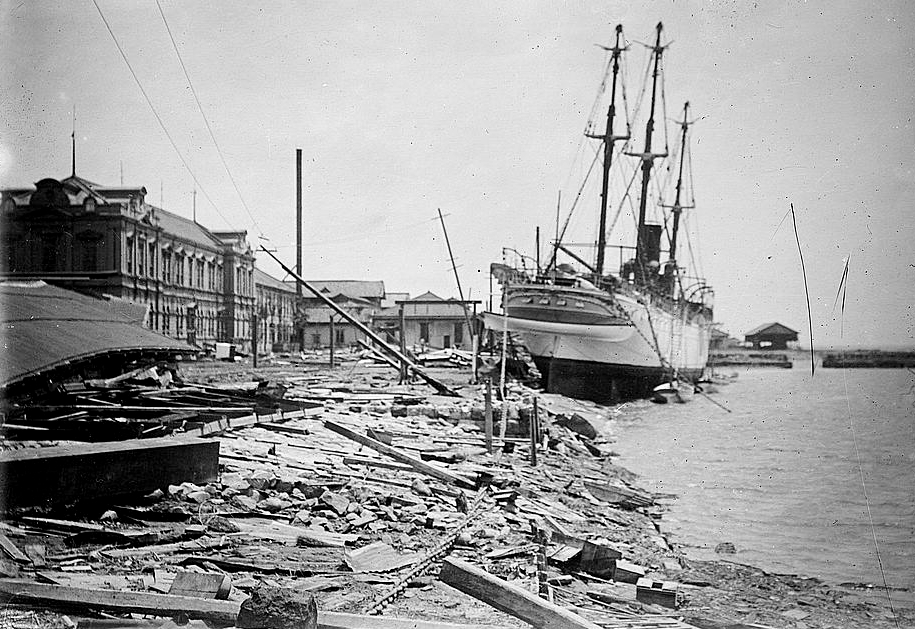
Le Meiji Maru après le typhon de 1920

En 1920, sérieusement touché par une tempête, le navire échoué par cette dernière est mis à quai et ne navigue plus.  En aout 1927, le moteur et le réservoir de carburants sont retirés.
En septembre 1945, les Américains confisquent le navire pour le convertir en réfectoire militaire.
Restitué au Japon en 1951, il est définitivement mis à quai à Tokyo comme navire musée en 1964 à l'École de la Marine Marchande de Tokyo.
Le 29 janvier 1988 la navire fait peau neuve après huit ans de restauration.